# 贾塘乡
贾塘乡是中华人民共和国宁夏回族自治区中卫市海原县下辖的一个乡镇级行政单位。
曾称“贾埫乡”（“埫”音shǎng），2024年9月5日宁夏回族自治区人民政府批复同意更名为“贾塘乡”。

## 行政区划
贾塘乡下辖以下地区：
南湾村、贾塘村、后塘村、黄坪村、王塘村、马营村、贺川村、双河村和堡台村。